# Tür

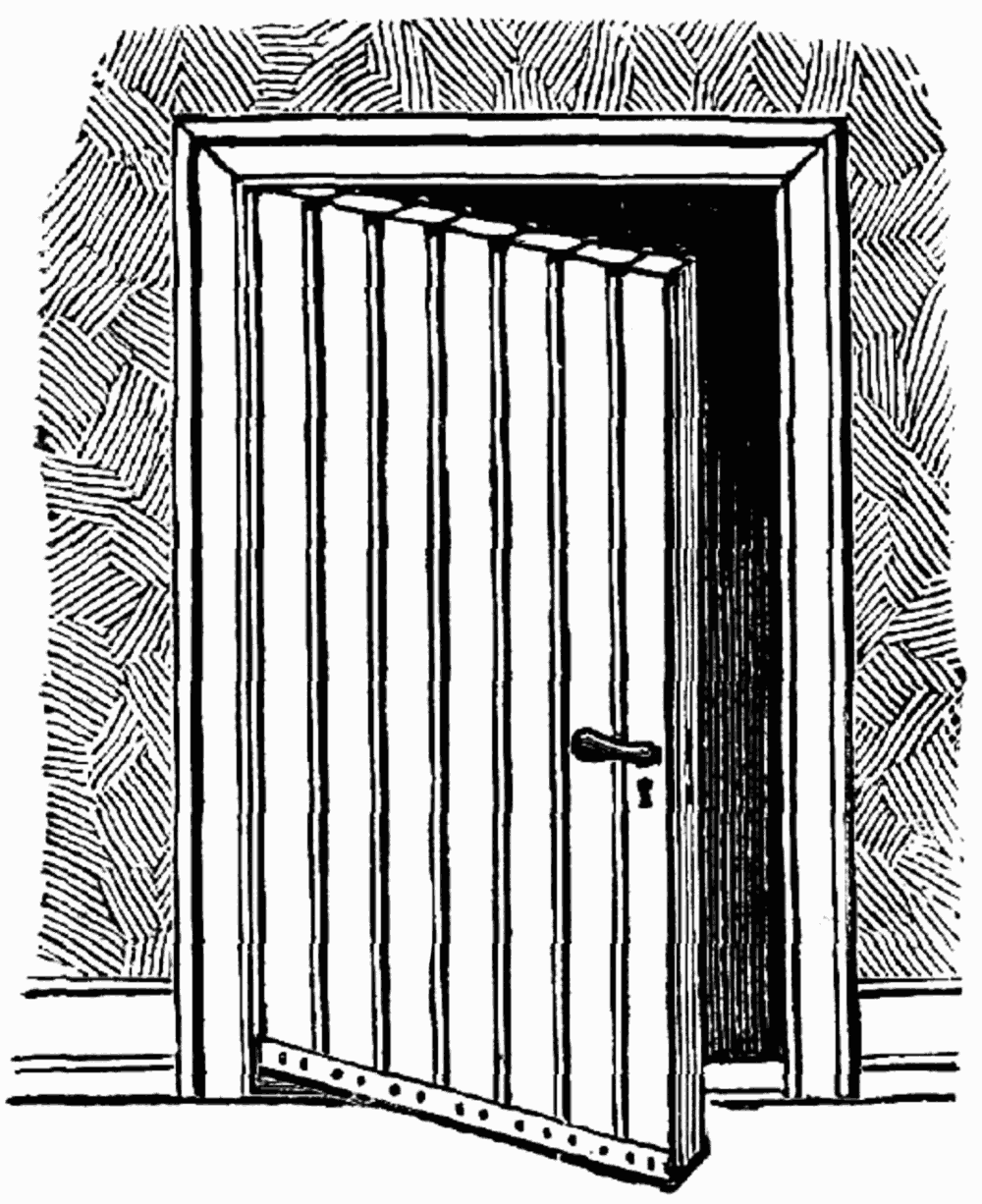
Tür aus Holzbrettern

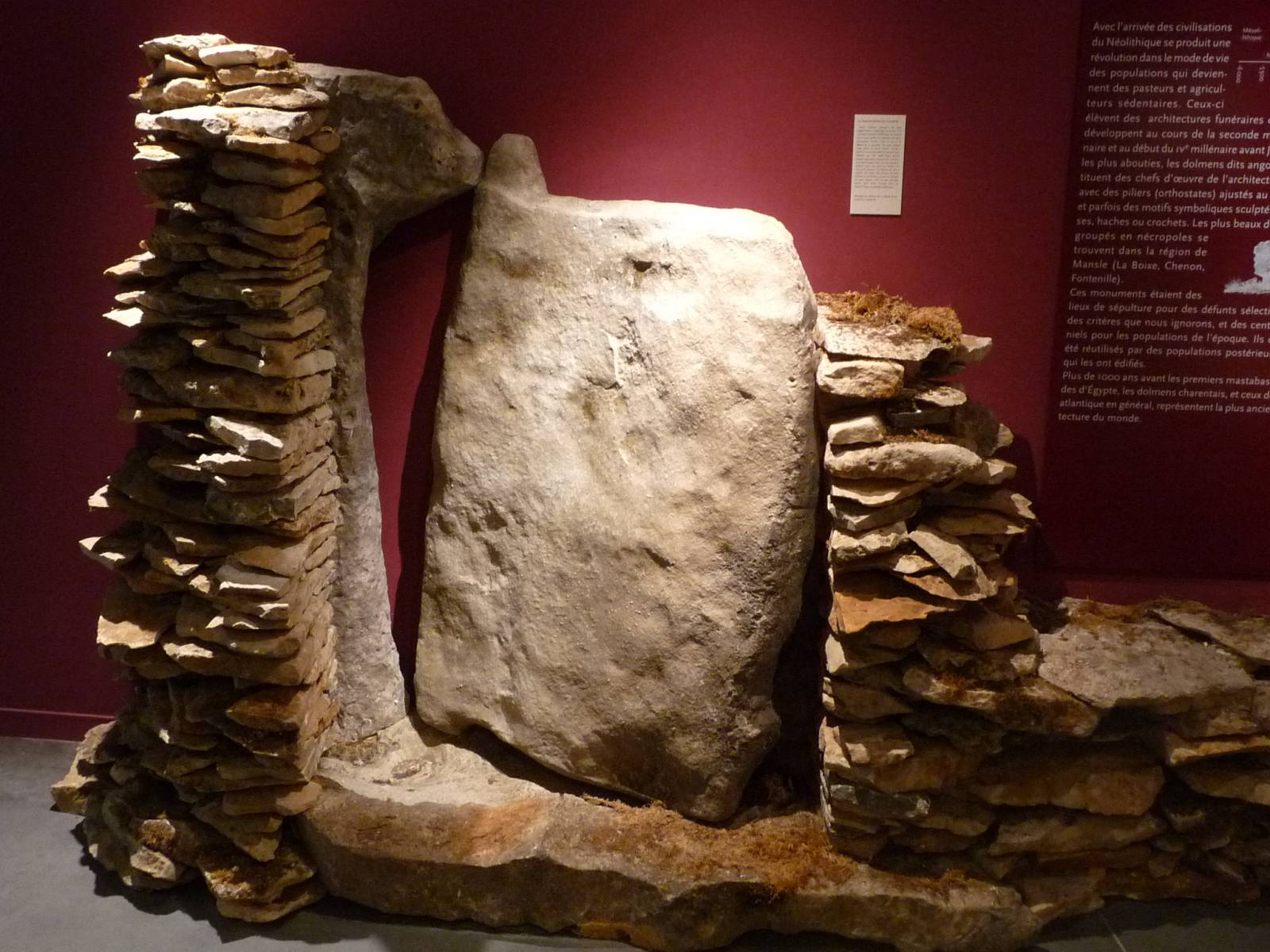
Steintür in einem megalithischen Dolmen mit seitlichen Zapfen

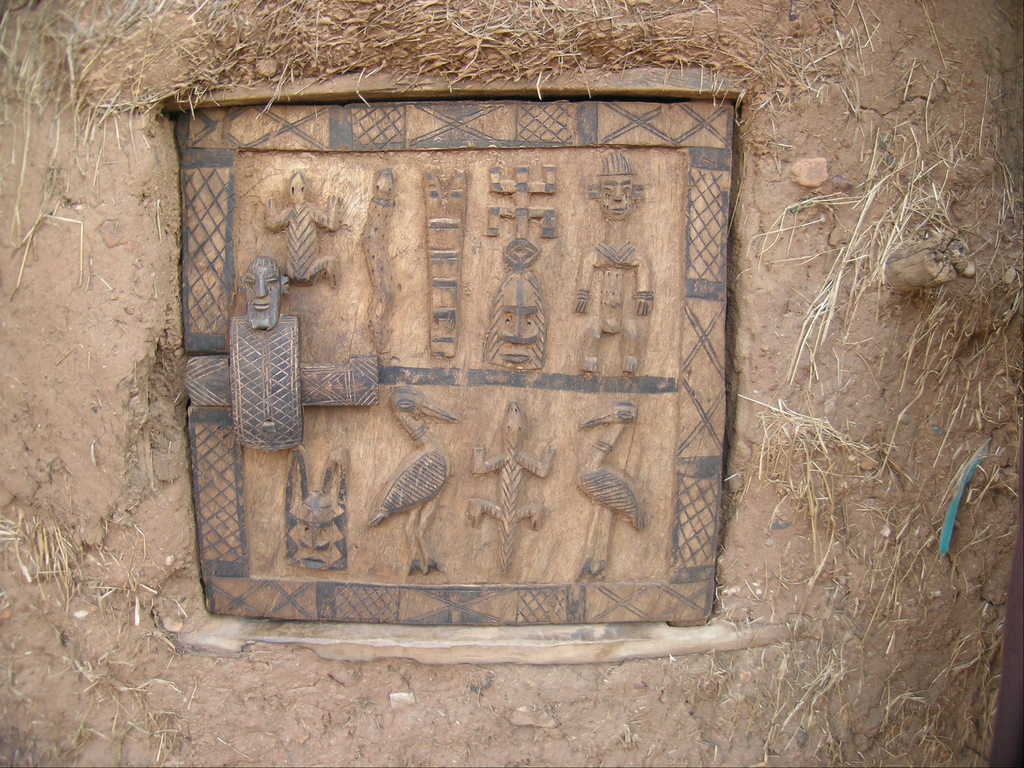
Einfache Tür der Dogon in Mali mit Verriegelung für den Zugang zu einem Vorratsspeicher; die Ornamente sollten Unheil abwehren

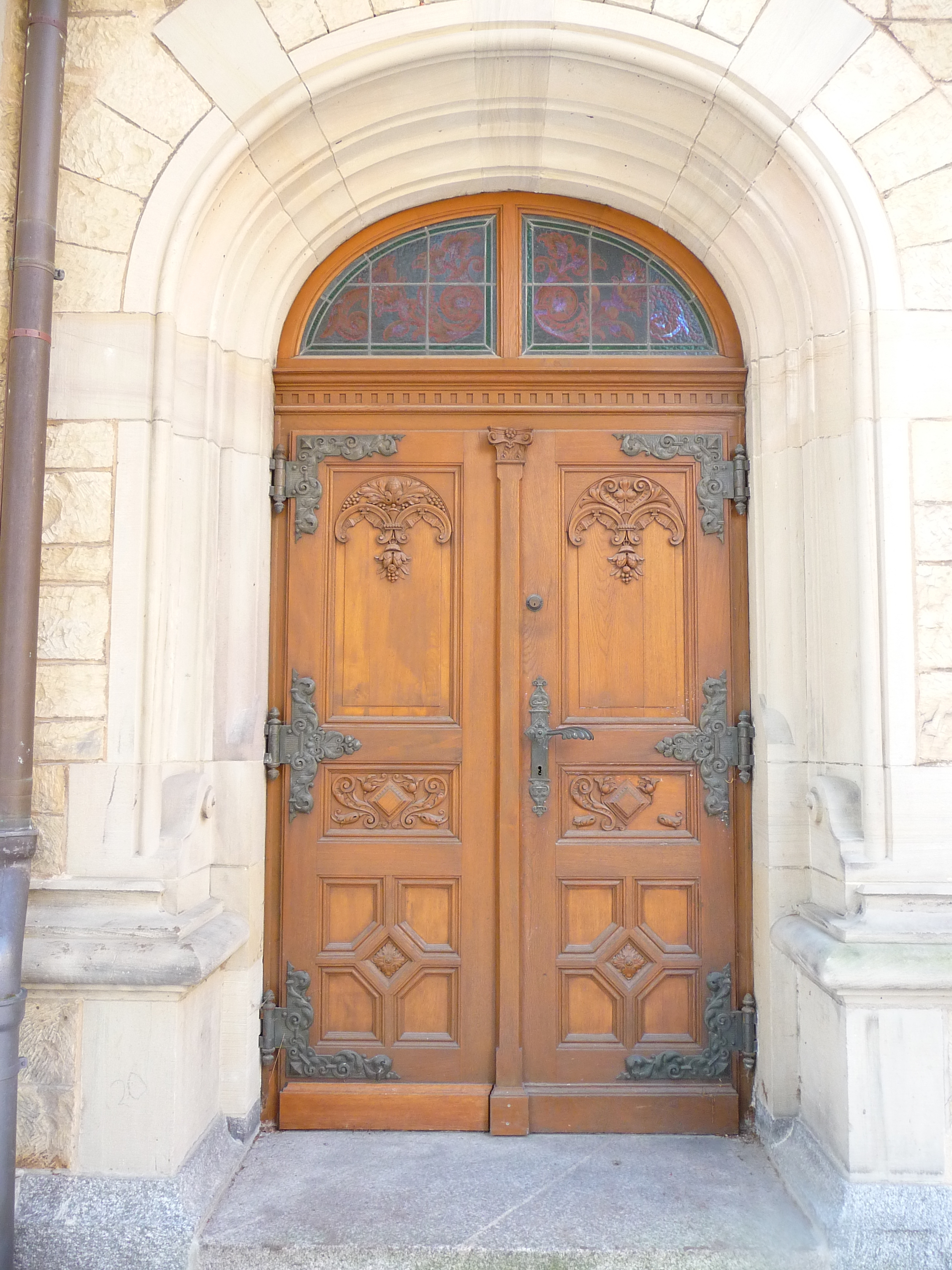
Holztür am Seitenportal der Christuskirche (Heidelberg)

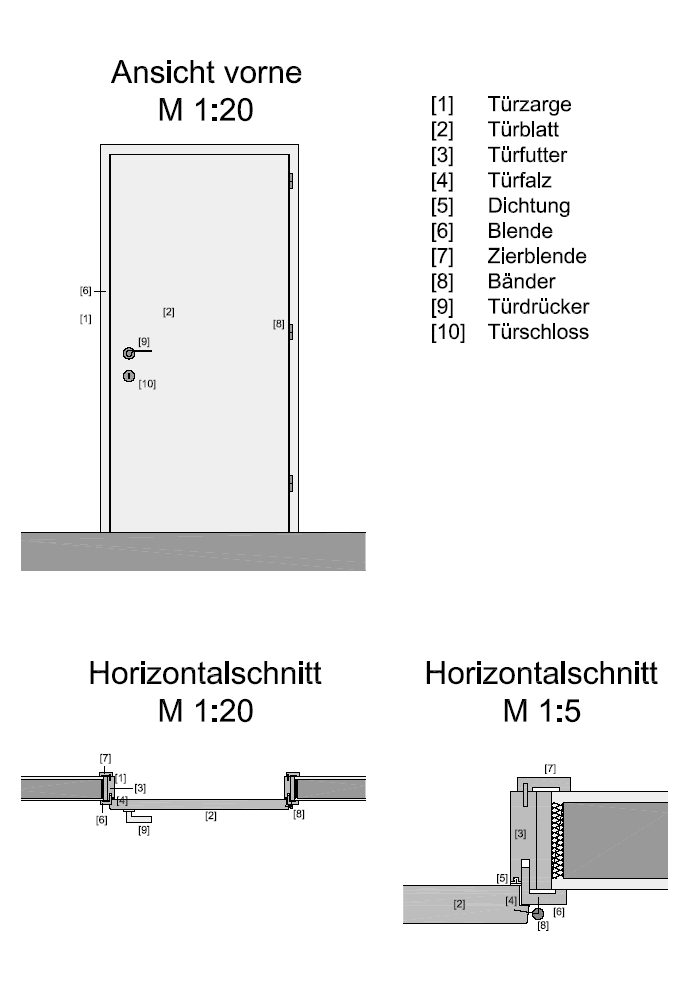
Handelsübliche (rechts angeschlagene) Innentür mit Zarge

Wandausschnitt für eine Tür im Rohbau

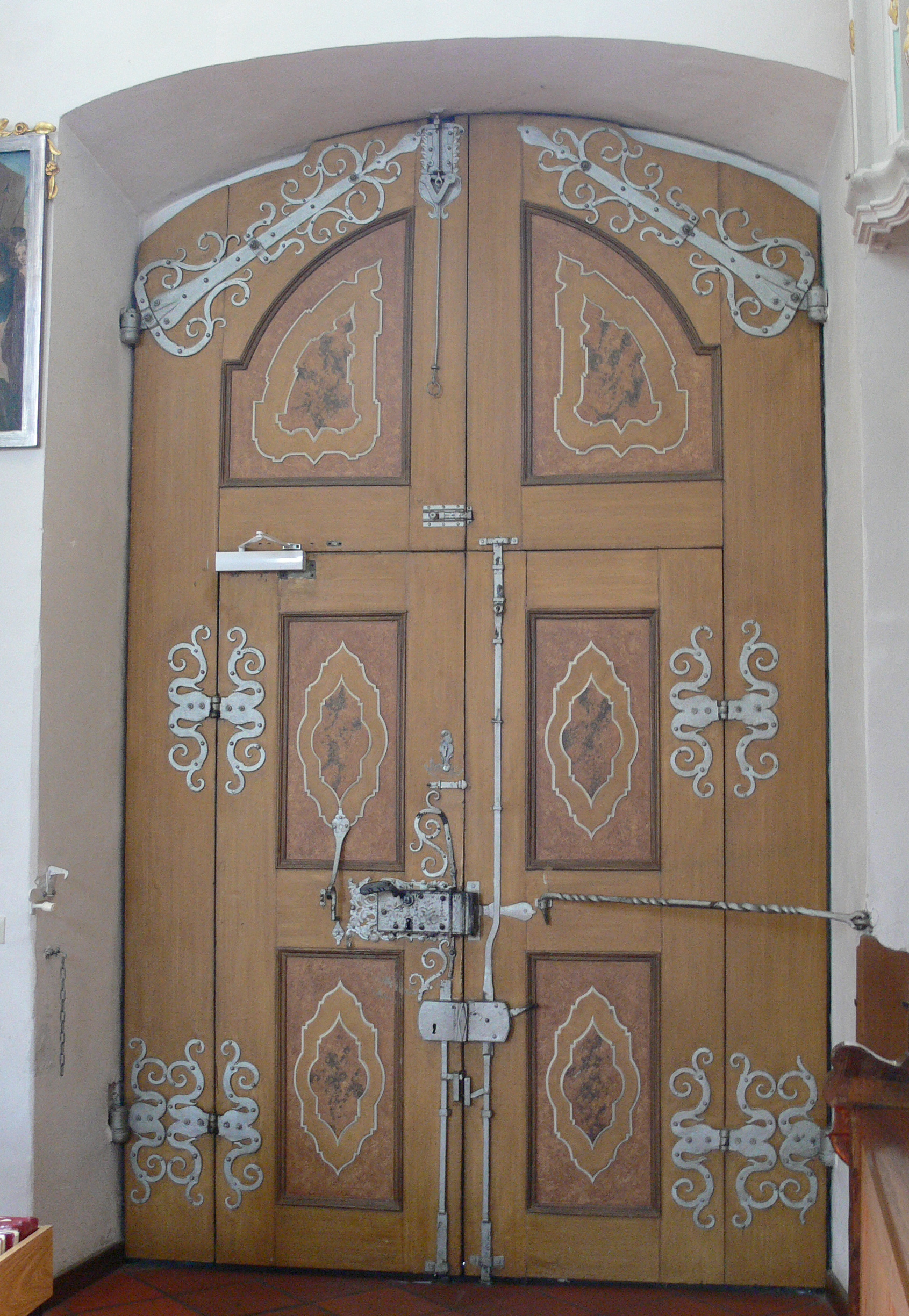
Tür der Pfarrkirche St. Gallus und Ulrich in Kißlegg mit Einsatztür, zahlreichen funktionellen Beschlägen und Fassung (Bemalung)

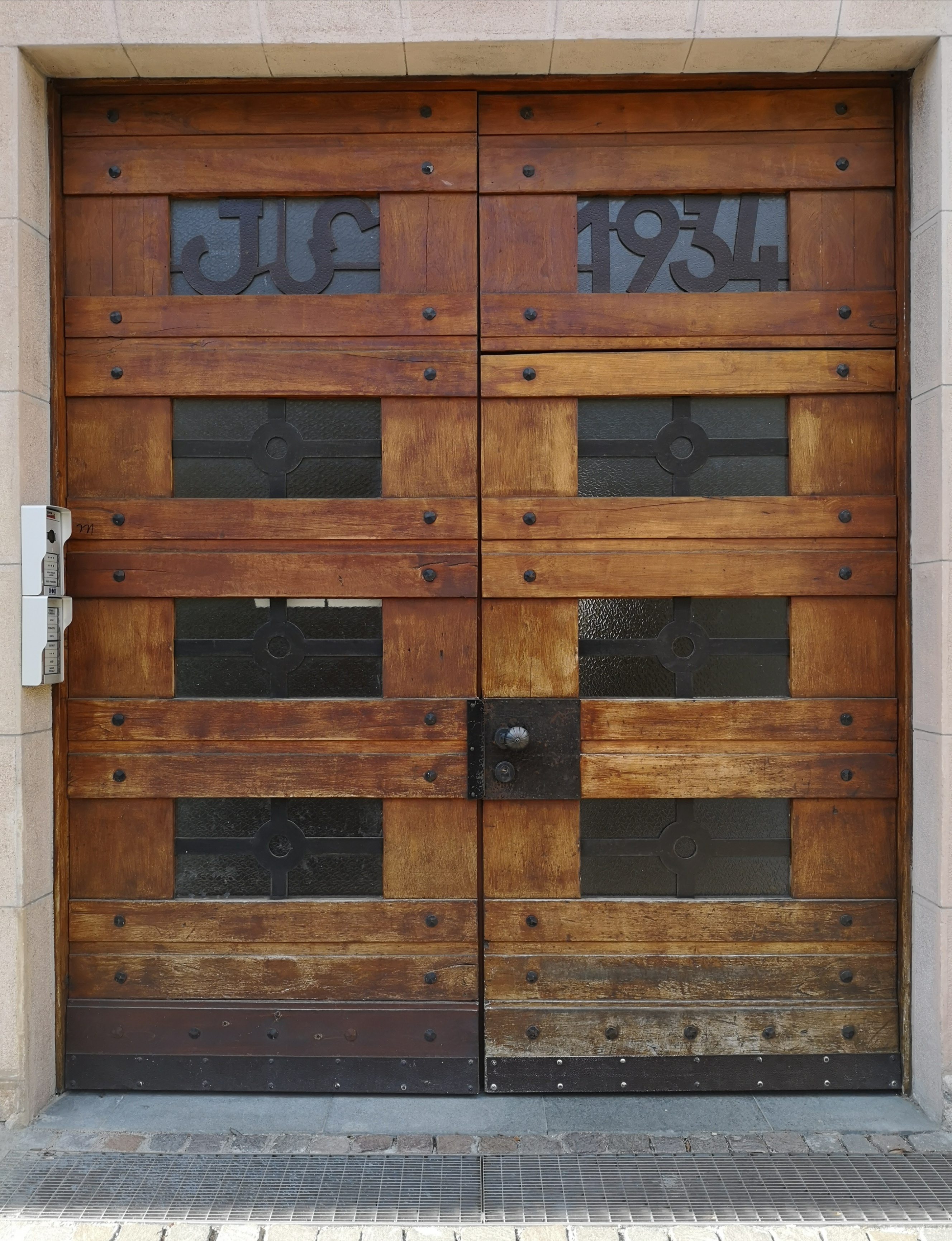
Eingangstür in Bozen (Grieser Platz) aus dem Jahr 1934 mit Elementen aus Holz, Glas und Eisen

Eine Tür, vor allem ober- und mitteldeutsch auch Türe, ist ein bewegliches Bauelement zum Verschließen einer Öffnung (einer Wand, Mauer, eines Durchgangs oder Einstiegs), welches nach dem Öffnen den Durchtritt oder Durchstieg erlaubt. Man unterscheidet zwischen Außen- und Innentüren. Türen sind bewegliche Raumabschlüsse, vorzugsweise für den Fußgängerverkehr. Eine Tür hat in der Regel ein aufrecht stehendes Format. Raumabschlüsse, die primär der Durchfahrt von Fahrzeugen dienen, werden hingegen als Tor bezeichnet. Ein waagerecht oder geneigt verbauter Flügel wird oft Klappe genannt.
Flügel, die nicht zum Durchtritt oder Durchstieg geeignet sind, nennt man Laden oder Klappe; wenn sie dem Einlass von Licht dienen, heißen sie Fenster.

## Etymologie
Das Wort Tür, althochdeutsch turi, mittelhochdeutsch tür(e), ist seit dem 8. Jahrhundert belegt. Ursprünglich kam es nur im Dual, später im Plural vor und wurde im Deutschen in einen neuen Singular umgedeutet. Es geht wie altisländisch dyrr (Plural) und altenglisch duru (Plural) auf urgermanisch dur- zurück, das seinerseits im Ablaut zu indogermanisch dhwer- steht (vergleiche altgriechisch θύρα thýra, lateinisch forēs).

## Geschichte
Die ersten von Menschen erbauten Behausungen aus Astgeflecht, Holzpfosten, Lehm oder Stein hatten selten verschließbare Eingangstüren; zum Schutz vor dem Eindringen von Menschen oder Tieren wurde wahrscheinlich ein versetzbares Flechtgitter aus Zweigen oder Ästen genutzt. Türverschlüsse erschienen – wie auch die Fensteröffnungen – später.  Antike und mittelalterliche Türen hatten meist seitliche Zapfen, die in passenden Aushöhlungen in der Türschwelle und im Sturz verankert waren.
Bei den Rettungsgrabungen im Jahr 2010 am Opernhaus Zürich wurde eine etwa 5000 Jahre alte Holztür gefunden, die als drittälteste Tür der Schweiz und wahrscheinlich Europas in die Geschichte eingehen könnte. Die Zürcher Tür ähnelt dem zweitältesten Exemplar, das in Pfäffikon ZH gefunden wurde.
Sie ist deutlich besser erhalten und besteht aus drei Brettern, die durch ausgefeilte Steckverbindungen zusammengehalten werden. Auch die Türangel ist erhalten.

## Funktion
Eine Tür erlaubt das Abgrenzen von Innen- und Außenräumen gegen andere Räumlichkeiten oder andere Außenbereiche bei erhaltener Durchgangsmöglichkeit. Mit einem Schloss können Türen verschlossen und die Räumlichkeiten unzugänglich gemacht werden. Neben der optischen Gestaltung sind Wärme-, Schallschutz sowie die Erfüllung weiterer baulicher Bestimmungen oder Anforderungen wie Rauchschutz, Strahlenschutz (Röntgenräume) oder Brandschutz sowie die mechanische Sicherheit bestimmend für Ausführung und Konstruktion von Türen. Diese Zusatzfunktionen können durch Einlagen in das Türblatt, zusätzliche Abdichtungen zwischen Türblatt und Türrahmen oder durch die Abfolge mehrerer Türen erreicht werden. Das Fenster ist mit der Tür verwandt, ist aber nicht begehbar. Als Mischform besteht die Fenstertür.
Spezielle Ausführungen sind von kulturgeschichtlicher Bedeutung, beispielsweise Bronzetüren oder Kassettentüren.

## Grundlegende Bauformen

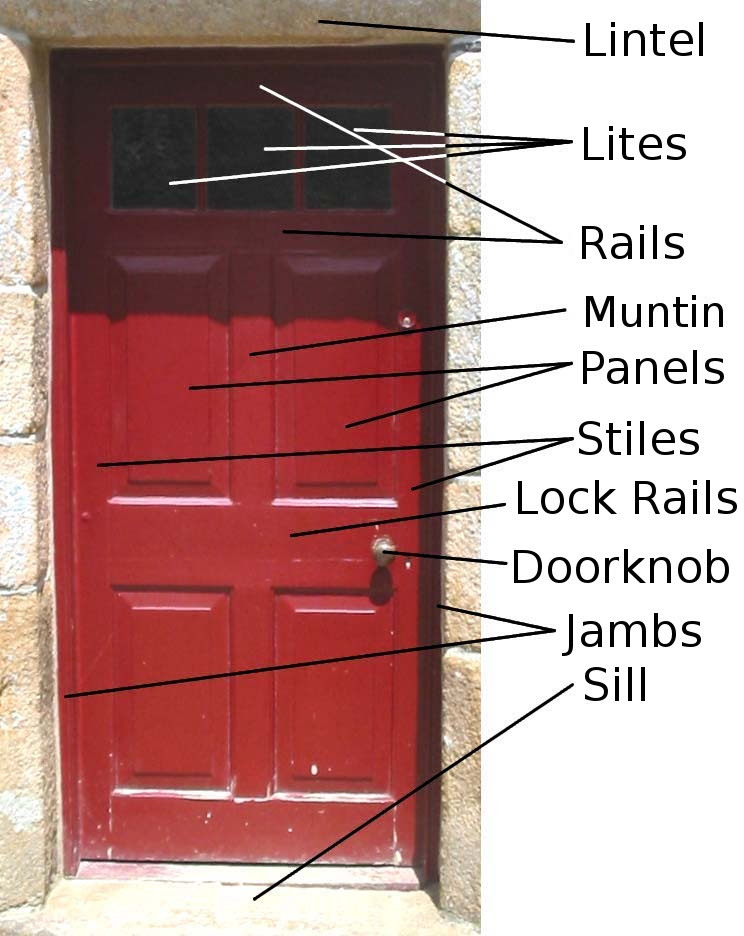
Kassettentür

- Die häufigste Version ist die Anschlagtür mit einem beweglichen Türblatt, welches drehbar mit zwei oder mehr Scharnieren (Türbändern) am Türrahmen (Zarge, Türfutter) befestigt ist.
- Eine Schiebetür ist mit Laufschienen am Rahmen befestigt, an denen das Türblatt aufgehängt ist und seitlich verschoben werden kann.
- Bei Falttüren sind der oder die Türflügel durch Scharnierbänder oder flexible Streifen in mehrere Teile gegliedert, die sich beim Öffnen aus der Schließebene herausfalten.

Daneben gibt es zahlreiche Varianten von Türen nach ihrer Bewegungsart.

## Türbestandteile im Bauwesen
- Türblatt: Das Türblatt bildet den eigentlichen beweglichen Teil der Tür.
- Türstock: Der Türstock ist der Teil des Rahmens, in den die Tür schließt.
  - Türsturz: Der obere Teil des Stocks. Trägt ursprünglich die Last der Wandbereiche oberhalb der Tür und leitet sie auf die Steher des Stocks ab.
  - Türschwelle: Der bodenseitige Abschluss der Tür, altertümlich zumindest einseitig erhaben, heute oft bündig oder überdeckt. Gleichzeitig der Übergang zwischen den unter Umständen unterschiedlichen Bodenbelägen der durch die Tür getrennten Räumlichkeiten.
  - Türzarge oder Türfutter: Die Türzarge bildet einen dreiseitigen Rahmen um die Tür, mit einer Schiene (Schwelle) unten. Die drei Seiten (links und rechts, oben) werden gleich ausgeführt. Bei Stahlzargen wird die Zarge in einem Stück geliefert und eingebaut.
  - Blindstock: Der Blindstock ist ein bei der fertigen Tür nicht sichtbares Element. Er wird bereits im Rohbau eingebaut. Mit Hilfe des Blindstockes, der zusätzlich als Putzleiste fungiert, wird es möglich, den fertigen Stock erst nach Einbau des Fußbodenbelages zu installieren. Damit sind der Stock und das Türblatt vor etwaigen Schäden im Laufe der Bauarbeiten geschützt. Ursprünglich besteht ein Türstock aus starken, rohen Hölzern, der nachher verblendet wird.
  - Blende: Die Sichtteile des Stocks, oft als Zierblende ausgeführt; bei der Zarge mit integriert.
- Türfalz: Das Türblatt einer Anschlagtür kann an den Kanten gefälzt (abgestuft) oder stumpf (gerade) ausgeführt werden. Für eine besonders hohen Wärme- oder Schalldämmung wird ein Doppel- oder Dreifachfalz mit bis zu vier umlaufenden Dichtungsprofilen eingesetzt. Vorgaben für Schallschutztüren regelt die DIN 4109. Schalldämmwerte bis über 40 dB sind erreichbar.
  - Als Stulp wird der Überschlag bzw. der "lose Pfosten" in der Mitte des zweiflügeligen Türblatts einer Doppeltür bezeichnet.
  - Türdichtung: Die Dichtung bei modernen Türen besteht aus Gummi oder Polyurethan. Sie wird in einem Stück rund um das Türblatt in der Zarge montiert und bildet damit einen geschlossenen Abschluss. Die Bodendichtung kann absenkbar, beispielsweise als Schleifer ausgeführt sein.

Im Bauwesen werden Türen genauso wie Fenster neben ihrer Konstruktionsart grundsätzlich unterschieden nach ihrer Öffnungsrichtung (auch Anschlag(s)- oder Aufschlag(s)richtung).

## Beschläge der Tür
Beschläge sind alle an der Tür angebrachten funktionellen oder verzierenden Teile:

### Türangel
Am Rahmen oder Stock befestigte Drehachse (Dorn oder Bolzen), an welcher das Türblatt aufgehängt (daher der Name) ist. Meist werden zwei, bei schweren Türen oder solchen mit erhöhten Sicherungsanforderungen auch drei oder mehr verwendet. Türangeln wurden ursprünglich in Holz oder Stein ausgeführt, später in geschmiedetem Metall, welches in das Tragmaterial eingelassen oder eingeschlagen wurde. Heute werden die Türangeln meist in den Rahmen oder Stock eingebohrt oder eingelassen und -geschraubt.

### Türband
Ursprünglich ein eisernes Band mit einem zu einem Auge umgebogenen Ende, welches den Dorn der Angel umfasst und am anderen, langen Ende fest auf dem Türblatt fixiert war. Durch die heute gebräuchlichen Einbohrbänder ist diese Konstruktion obsolet und dient nur gelegentlich noch zu dekorativen Zwecken. Umgangssprachlich wird die Einheit aus Band und Angel zusammenfassend als Band bezeichnet. Moderne Türbänder für Türen mit erhöhten Anforderungen sind im Regelfall nachträglich in Höhe und Neigung einstellbar. Neben dem geläufigen Einbohrband gibt es noch eine Vielzahl weiterer sichtbar oder unsichtbar angeschlagener Bänder, beispielsweise das Fitschenband. Das obere Band ist bei geschlossener und geöffneter Tür durch das Gewicht der Tür durchgängig auf Zug belastet, das untere auf Druck. Bei geschlossener Tür wirken die Kräfte parallel zur Wandfläche, bei geöffneter senkrecht zu dieser.
Türen werden je nach Anschlagart (Lage der Bänder) als linke Türen (Tür DIN 107 links) oder als rechte Türen (Tür DIN 107 rechts) bezeichnet. Dabei werden die Türen von der Seite aus betrachtet, zu der hin sich das Türblatt öffnet. Sofern die Bänder nicht verdeckt (d. h. im geschlossenen Zustand unsichtbar) sind, ist dies die Seite, auf der die Bänder sichtbar sind.

### Türschloss
Mit Türschloss ist insgesamt eine mechanische Vorrichtung gemeint, mit welcher eine Tür fest verschlossen werden kann, sie besteht aus folgenden Elementen:

#### Schlossfalle
Sie lässt die Tür im geschlossenen Zustand (automatisch) einrasten. Die Falle kann bei bestimmten Schlössern durch eine gesicherte Fallenfeststellung durch Drücker- und Schlüsselbewegung am Ausfahren gehindert werden.

#### Türgriff

Bronze-Türknopf um 1800 aus Deutschland

Der Türgriff dient zum Bewegen des Türblattes, speziell zum Ziehen oder (bei Schiebetüren) Schieben ist er erforderlich. Er kann hervorstehend oder als Griffmulde ausgeführt sein, letzteres ist die bei Schiebetüren übliche Ausführung. Wenn mit ihm gleichzeitig die Schlossfalle betätigt werden kann, wird er als Türdrücker oder Türklinke bezeichnet. Durch Betätigung des Türdrückers wird die Falle zurückgezogen, um die Tür öffnen zu können. Bei den meisten drehbar aufgehängten Türen befindet sich auf beiden Seiten des Türblatts ein Türdrücker, bei Abschlusstüren einseitig nur ein unbeweglicher Türknauf oder Stangengriff. In diesem Fall lässt sich von dieser Seite die Falle nicht entriegeln, sodass das Öffnen der Tür nur mithilfe eines Schlüssels möglich ist.

#### Schließblech
Mit dem Türdrücker lässt sich die eingerastete Falle des Türschlosses aus dem Schließblech lösen und die Tür kann geöffnet werden.

#### Türriegel
Mit diesem wird die Tür zusätzlich mit einem Schlüssel verschlossen. Die Bewegung des Riegels wird aus der Drehung des Schlüssels abgeleitet.

#### Schließzylinder
Der Schließzylinder bezeichnet ein in das Schloss eingesetztes mechanisches Bauteil, welches durch einen Schlüssel oder in der Neuzeit elektronisch durch einen codierten Schlüssel oder einen Chip in Gang gesetzt wird und den Riegel öffnet oder schließt. Siehe auch Zugangskontrollsysteme mit Codenummereingabe oder biometrischer Erfassung.
Weitere Bestandteile eines Türschlosses können Blendelemente wie Drückerschild (oder Türrosette) und Schlüsselschild sein, unter Umständen in einem Stück ausgeführt. Diese werden zusammen mit einem Drücker als Garnitur bezeichnet.

## Weitere Teile und Ergänzungen
Weitere funktionelle oder schmückende Teile, die nicht zu den Beschlägen im eigentlichen Sinne zählen:
- Türantrieb: Motor zum Öffnen von Drehtüren. Diese werden nach einer bestimmten Offenhaltezeit durch einen Türschließer geschlossen oder das Öffnen der Tür von Hand wird unterstützt. Sie dienen auch dem Betrieb von Karusselltüren, die sich drehen, solange Personen sich in ihrem Drehbereich befinden, um anschließend in Geschlossenstellung stehen zu bleiben, oder zum Öffnen und Schließen von Schiebetüren.
- Bodentürantrieb: Wie Türantrieb, jedoch erfolgt die Installation hier an der Türunterseite.
- Türstopper oder Anschlagdämpfer: Ein Gummi-, Metall- oder Kunststoffteil, welches verhindert, dass die Tür beim Öffnen gegen die Wand schlägt. Es wird an der Wand hinter der Tür (teilweise in der Form, dass der Türgriff daran anschlägt) oder auf dem Fußboden befestigt. Er wird unter Umständen mit einem Türfeststeller kombiniert, einem Haken an der Wand oder am Bodenstopper, welcher die Tür in geöffneter Position festhält.
- Standriegel: eine Vorrichtung bei zwei- oder mehrflügeligen Türen, welche den zweiten Flügel (Steh- oder Standflügel) fixiert, wenn der Gehflügel geöffnet ist, und diesem Widerstand und Halt beim Schließen bietet. In der Regel in Form von Riegeln, welche von der Oberkante in die Türzarge oder den Türstock und an der Unterkante in eine Öffnung in der Türschwelle oder im Boden eingeschoben werden.
- Türdämpfer: Ein Bewegungsdämpfer, um die Türe sanft und leise zufallen zu lassen.
- Türschließer: pneumatische oder hydraulische Vorrichtung, welche nach jedem Öffnen die Tür schließt und oft zugleich die Bewegung dämpft, vorgeschrieben bei Rauch- und Feuerschutztüren.
- Türöffner: Ein Türöffner sitzt im Türrahmen bzw. im Schließblech und entriegelt die Schlossfalle. Elektromechanische Türöffner können von der Ferne ausgelöst werden, z. B. über das Bedienungsfeld einer Türsprechanlage
- Türklopfer: Klopfmechanismus, der ein Klopfen von Hand ersetzt und verstärkt. Er ist der Vorläufer von elektrischer Türklingel, elektronischen Meldegeräusche und -melodien.
- Türklangspiel: gibt einen Klang von sich, wenn jemand durch die Tür kommt (z. B. in wenig frequentierten Läden; es signalisiert einem Ladenbesitzer, dass Kundschaft eintritt)
- Türharfe: eine am Türblatt zu befestigende kleine Harfe, deren Saiten bei Bewegung der Tür durch auf Höhe der Saiten aufgehängte kleine Kugeln zum Klingen gebracht werden
- Türspion: kleine Linse im Türblatt, durch welche in den Raum vor der Tür (z. B. Treppenhaus) gesehen werden kann

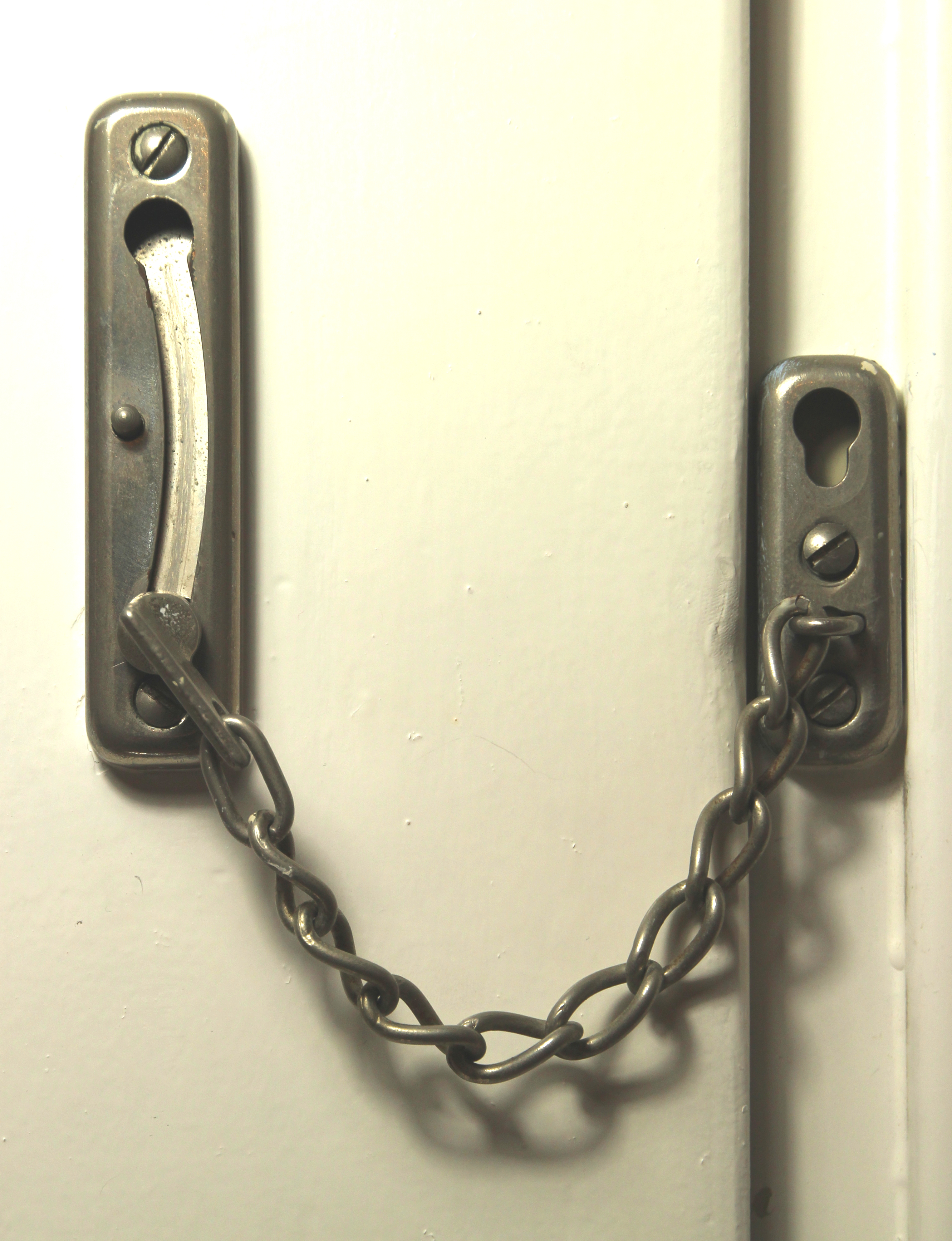
Türkette

- Türkette: Vorrichtung, die verhindert, dass eine Tür (ungebeten von außen) weiter als nur einen Spalt breit geöffnet werden kann
- Briefwurfschlitz: in das Türblatt eingebaute Öffnung, durch welche Postsendungen und anderes in den Raum hinter der Tür oder in einen Sammelbehälter geworfen werden können
- Kämpfer: trennender Querbalken oder Riegel als Teil der Zarge zwischen Türblatt und Oberblende (Oberlicht)
- Oberblende: eine unbeweglich in der Zarge befestigte Platte oberhalb des Türblattes bzw. des Kämpfers, die oft die gleiche Beschaffenheit und die gleiche Oberfläche wie das Türblatt aufweist.
- Oberlicht: eine unbeweglich in der Zarge oberhalb des Türblattes bzw. des Kämpfers befestigte lichtdurchlässige Platte, in der Regel eine Glasplatte
- Türheber: hebt eine Tür beim Öffnen um etwa 5 bis 10 Millimeter an, um Unebenheiten im Boden zu überwinden, welche das reibungslose Öffnen der Tür beeinträchtigen würden.

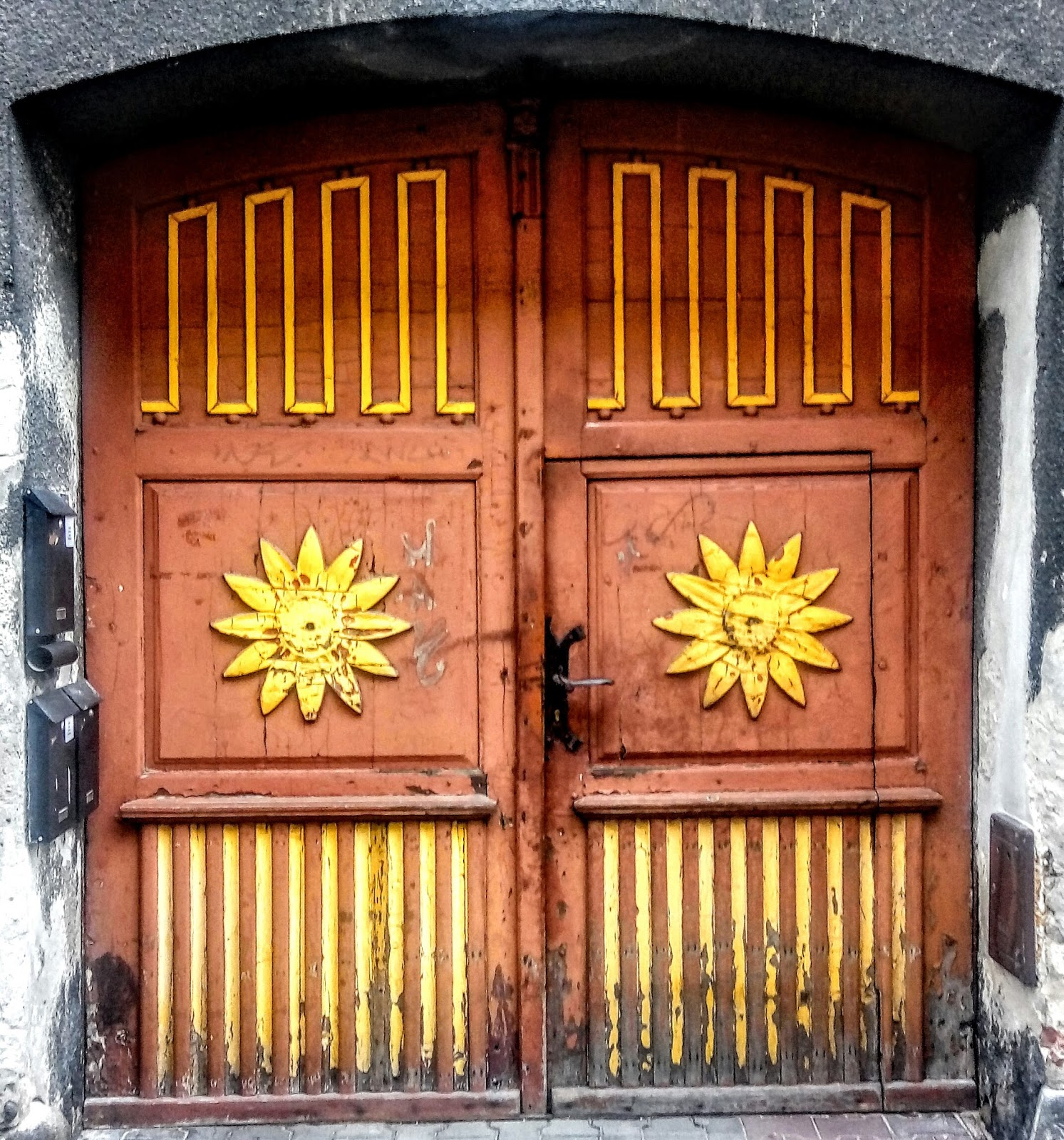
Außentüren mit dekorativen Details

## Türen nach ihrer Funktion

### Personentüren
- Zimmertür (Innentür), Drehtür, in der Regel mit Holzoptik ohne jegliche Anforderungen, mit Buntbartschloss (BB), WC-Schloss oder Profilzylinderschloss (PZ).
- Haustür – eine solide konstruierte Tür, meist mit Sicherheitsmerkmalen gegen unbefugtem Zutritt, schalldämmend, wärmedämmend, witterungsbeständig und beständig gegen Temperatur- und Luftfeuchteunterschiede auf Innen- und Außenseite entsprechend der vorgesehenen Klimaklasse.
- Wohnungstür – schalldämmende und einbruchhemmende Türe mit geringeren Ansprüchen an Wärmedämmung und Beständigkeit gegenüber Temperatur- und Feuchteunterschieden als bei Haustüren
- Sicherheitstür, Schutztür – schützt gegen Einbruch, Feuer, Durchtritt von Rauch, Wasser etc. Siehe #Türen für besondere Anforderungen

### Türen für besondere Einbauorte
- Balkontür, Terrassentür – Türen, die meist nur von innen geöffnet werden können, in Winddichtigkeit und Wärmedämmung (annähernd) die Anforderungen an Fenster erfüllen und in der Regel auch der Belichtung dienen
- Fenstertür – ein Fenster, das von Format und Positionierung zum Innenraum auch als Tür genutzt werden könnte, aber im Außenbereich an keine Verkehrsfläche angeschlossen oder nicht zum Durchtritt vorgesehen ist
- Lofttür
- Schlupftür – eine in ein Tor (z. B. ein Garagentor) eingebaute Tür, die einen schnellen Durchtritt erlaubt.
- Tapetentür – ist eine gleichermaßen wie die Wand tapezierte und somit verkleidete und bei oberflächlicher Betrachtung nicht sofort zu erkennende Tür (siehe auch Geheimtür).
- Geheimtür – getarnter, dreh- oder schiebbarer Zugang zu einem Versteck
- Tresortür – massive Stahltür mit einem oder mehreren Sicherheitsschlössern.
- Bautür (auch gelegentlich Baustellentür genannt) – vorübergehend angebrachte Tür zum Abschluss eines im Bau befindlichen Bereichs
- Aufzugstür – Doppel-Schiebetür oft mit je 4 Elementen als Zugang zu einer Aufzugsanlage, ehemals einfache Drehtür
- Bahnsteigtür – zusätzliche Einstiegssicherung auf bestimmten Bahnhöfen
- Kühlraumtür – von außen meist versperrbar, doch mit einem Notöffnungsmechanismus innen (kühlraumseitig)
- Zauntür – im Zaun eines Gartens oder anderen Grundstücks

### Türen für besondere Anforderungen
Die folgenden in Normen reglementierten Eigenschaften bzw. Funktionen lassen sich in der Regel auch miteinander kombinieren.
- Paniktür – Tür, deren Verriegelung sich (wahlweise) von innen durch die Betätigung des Drückers lösen lässt (zum Beispiel in öffentlichen Gebäuden). Diese „Fluchttür“ kann bei Gefahr immer von einer Seite („innen“) geöffnet werden (Panikschloss), um eine Flucht zu gewährleisten.
- Schallschutztür – das Türblatt ist mit schalldämmendem und/oder -dämpfendem Material gefüllt und verfügt über mindestens eine allseitig umlaufende Dichtungsebene (im Bereich der Schwelle ist dies meistens eine absenkbare Bodendichtung).
- Brandschutztür, Feuerschutztür oder Feuerschutzabschluss (nachgenannter Passus gilt nur für Deutschland und ist nach DIN 4102-5 und DIN 4102-18 geregelt) – diese Tür bietet Schutz vor Bränden und muss selbsttätig schließend sein (verschiedene Brandschutzklassen T30, T60, T90 – die Zahl gibt an, wie viele Minuten ein Feuer mindestens aufgehalten werden muss, um die Brandschutzprüfung zu bestehen). Eine Feuerschutztür muss nicht gleichzeitig eine Rauchschutztür sein (ist jedoch sehr sinnvoll, da durch Rauch und giftige Gase wesentlich mehr Personen zu Schaden kommen als durch Feuer). Nach § 17 (Brandschutz) und § 38 (Notwendige Flure und Gänge) der Bauordnung für das Land Nordrhein-Westfalen – Landesbauordnung (BauO NRW) in der Fassung vom 1. März 2000 müssen neu montierte Brandschutztüren auch Rauchschutztüren sein. Eingebaute Feuerschutzabschlüsse in Deutschland müssen über eine allgemein bauaufsichtliche Zulassung verfügen. Diese erteilt das Deutsche Institut für Bautechnik in Berlin. Brandschutztüren sind in Deutschland kennzeichnungspflichtig. Diese Türenbauart wird von unabhängigen zugelassenen Überwachungsstellen im Herstellerwerk auf ihre zulässige Konstruktion und Fertigung überwacht.
- Rauchschutztür – bietet Schutz vor Rauch. Rauchschutztüren sind in Deutschland nach DIN 18095 genormt. Sie sind speziell abgedichtet und müssen selbsttätig schließend sein. Eingesetzt werden dabei unter anderem mechanisch absenkbare Bodendichtungen und Türschließer. Rauchschutztüren sind in Deutschland kennzeichnungspflichtig.
- Einbruchhemmende Türen sind dort zu verwenden, wo das unbefugte gewaltsame Eindringen in einen zu schützenden Raum oder Bereich erschwert oder behindert werden soll. Seit September 2011 haben die Europäischen Normen EN 1627–EN 1630 die bis April gültige DIN V 18103 und danach gültige Vorgängerfassung der EN 1627 abgelöst und definiert verschiedene Widerstandsklassen.[4]
→ Hauptartikel: Einbruchschutz, Abschnitt Einbruchschutznormen

Zu den Sicherheitsmerkmalen gehören etwa: Profilzylinderschloss, Mehrfachverriegelung mit Hintergreifhaken, Sicherheitsschließblech und Bandseitensicherung
- Strahlenschutztür – bietet Schutz vor Strahlung durch Bleiplatteneinlagen. Der Wert wird als Bleigleichwert in Millimeter angegeben. Ein Bleigleichwert von 2 wäre gleich dem Schutz, den eine 2 mm starke Bleiplatte bieten würde, und ist zum Beispiel zur Abschirmung von Röntgenräumen geeignet.
- Letzttür – die letzte zu schließende Tür im Wirkungsbereich einer Einbruchmeldeanlage
- Von zwei Türen einer Türschleuse darf zu einem Zeitpunkt nur eine geöffnet sein, zumindest eine muss immer dicht verschlossen sein
- Windvorhang an Kaufhauseingängen um 1970 mit rascher Luftströmung vertikal nach unten durch einen Bodenrost für eine Trennung zwischen klimatisierter Innenluft und Außenluft des herrschenden Wetters

### Möbel- und Gerätetüren
- Möbeltür
- Ofentür
- Kühlschranktür
- Feuertür

### Türen nach ihrer Bewegungsart

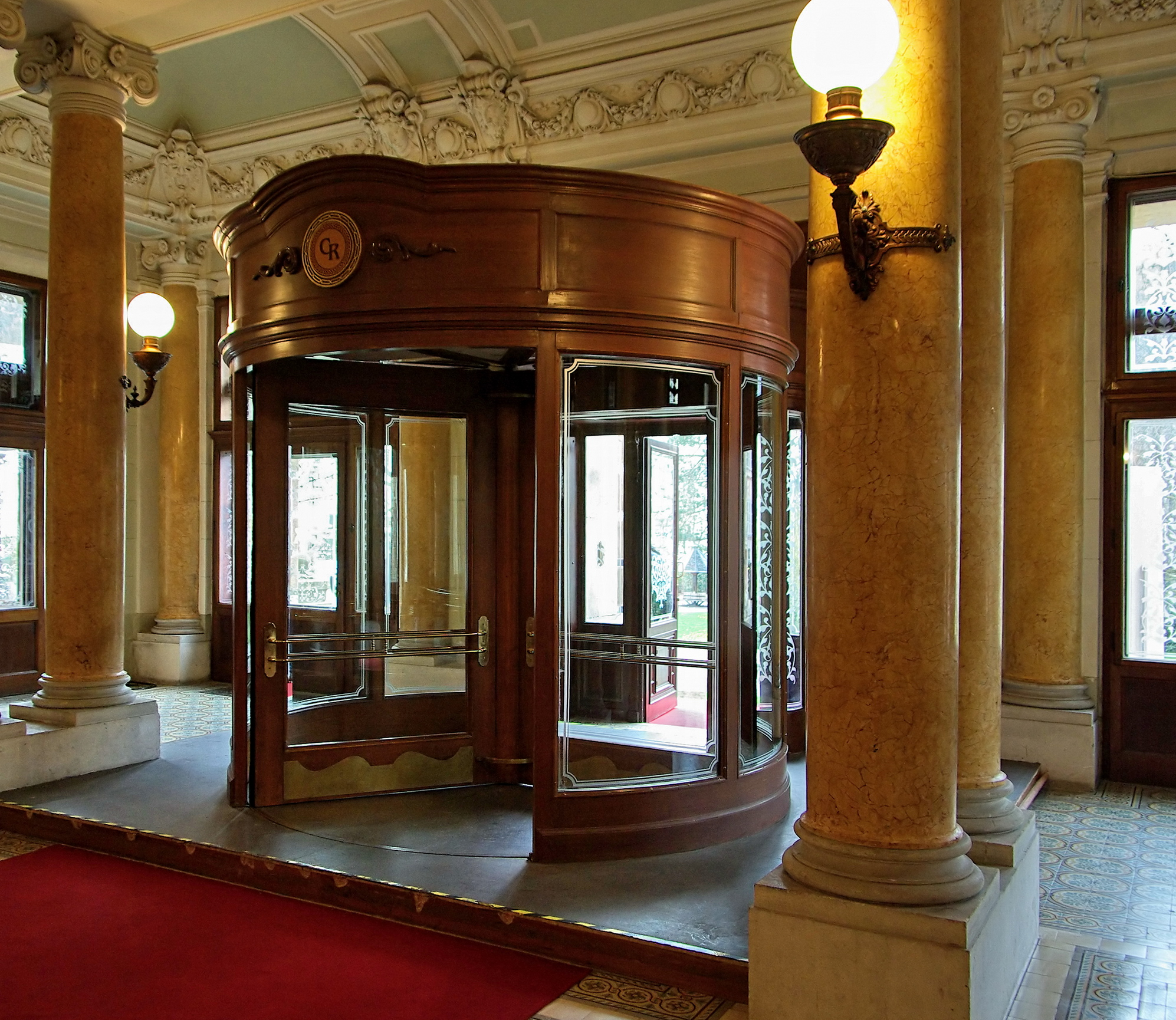
Karusselltür im historischen Kaiserbad in Karlsbad (Karlovy Vary)

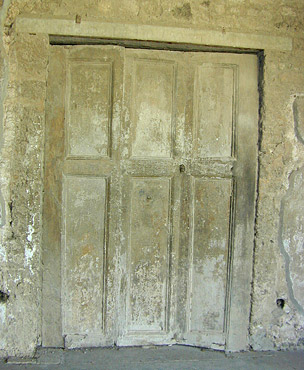
Römische Falttür in Pompeji (1. Jh. n. Chr.)

- Anschlagtür, auch als Schwenktür bezeichnet, häufigste Bauart, unterschieden in gefälzte Türen und stumpf einschlagende Türen.
- Schiebetür
- Schwenkschiebetür oder Schiebe-Schwenk-Tür, der Türflügel wird hier aus der Wandebene heraus- und beiseite geschoben. Siehe auch VW Transporter oder einzelne moderne Pkw.
- Falttür
- (Karussell)drehtür, häufig als Eingang zu Einkaufszentren
- Klapptür
- Falltür
- Pendeltür oder Schwingtür, oft zweiflügelig, beide Flügel schwingen nach dem Öffnen automatisch durch entsprechende Federn in den Bändern in die Geschlossen-Stellung zurück, zu sehen als Eingang in der Darstellung von Western-Saloons oder als Abschluss von Windfängen
- Stall- oder Klöntür, eine doppelschlägige Tür mit unabhängig voneinander zu öffnendem Ober- und Unterteil
- Wendetür, einflügelige Tür, deren Drehpunkt mittig oder außermittig (z. B. für rechtsgerichteten Verkehr) gelagert ist
- Drehplattentür
- Saunatür, nicht abschließbare Tür mit Griff und „Pendeltürschloss mit Rollfalle“ bzw. „Rollenverschluss“, die nur auf Druck oder Zug öffnet.
- Flügeltür in extravaganten Automobilen

### Türen nach ihrer Antriebsart
- Automatiktür mit elektrischem oder sonstigem motorisierten Antrieb für Öffnen und/oder Schließen.
- manuell betätigte Tür, die durch Krafteinbringung des Menschen geöffnet oder geschlossen wird.

## Türen nach Material und Aufbau
Es wird unter anderem zwischen Glastür, Kunststofftür, Steintür, Holztür und Metalltür unterschieden, letztere können auch als Gittertür ausgeführt sein.
Holztüren werden je nach Aufbau des Türblatts unterschieden:
- Rahmentür, verglast, als Füllungstür oder mit Unterteilung als Kassettentür
- Lattentür oder Brettertür mit Querriegeln und Diagonalstrebe
- verleimte Brettertür, stumpf, gespundet oder mit Feder verleimt und mit Querleisten bzw. Gratleisten ausgesteift

## Türen nach Art der Zarge
- Futtertür – die Tür ist an einer klassischen hölzernen Umfassungszarge montiert, welche die Wandöffnung an drei Seiten umschließt.
- Rahmentür – die Tür ist an einer Blockzarge (auch Blockrahmen, Stockrahmen, Stockzarge oder Blendrahmen genannt) montiert, welche an einer beliebigen Stelle innen an die Wandöffnung oder an einer Seite vor der Wandöffnung angeschlagen ist.
- Zargentür – die Tür ist an einer Eck- oder Umfassungszarge aus einem Metallprofil montiert.

## Normen und Standards
- EN 179, EN 1125: Beschläge im Zuge von Flucht- und Rettungswegen

### Türblatt- und Zargenmaße
Für den Wohnungsbau werden Türblatt- und Zargenmaße in der DIN 18101 definiert, die dazugehörigen Wandöffnungen in DIN 18100 (je Ausgaben 1955-07, 1985-01, 2014-08). Die Maße sind ebenfalls in den jeweiligen Konstruktionsnormen aufgeführt: Türblätter aus Holz in DIN 68706-1 und Türzargen aus Holz in DIN 68706-2 (je Ausgabe 2002-02), sowie Türzargen aus Stahl in DIN 18111-1 bis DIN 18111-3 (Ausgabe 2004-08). Das DIN war federführend bei der europäischen Harmonisierung in EN 14351-1 für Außentüren und EN 14351-2 für Innentüren (Ausgaben 2006-07, 2010-08), auf die sich die CE-Kennzeichnung im Handel bezieht, bei der Standardmaße informativ (nicht normativ) im Anhang aufgeführt sind.
Aus den vorgesehenen Toleranzmaßen ergibt sich für den Luftspalt des linken und des rechten senkrechten Falzes zusammengenommen ein Luftspalt zwischen Blatt und Zarge von mindestens 5 mm und höchstens 9 mm, wobei der einzelne Spalt 2,5 mm nicht unter- und 6,5 mm nicht überschreiten darf.
Die DIN 18101 ist eine Fertigungsnorm, die dafür sorgt, dass Türen und Zargen verschiedener Hersteller zueinander passen. Die Ausgabe 1985 unterschied in gefälzte und ungefälzte sowie einflügelige und doppelflügelige Türen; bei den häufigen einflügeligen gefälzten Türblättern wurde eine einheitliche Höhe von 1985 mm (Nennmaß 2010 mm) definiert, für die fünf Breiten von 610 mm, 735 mm, 860 mm, 985 mm, 1110 mm festgelegt wurden, sowie ein vergrößertes Türblatt mit 1110 mm × 2110 mm. Statt dieser fünf Türmaße wurde in der Ausgabe 2014 ein Rastermaß festgelegt, in dem Höhe und Breite unabhängig sind, und jeweils in Schritten von 125 mm liegen – die bisherigen Breiten des Türblattes wurden dabei erweitert auf den Rasterbereich 485 mm bis 1360 mm, die Höhen liegen nun im Rasterbereich 1610 mm bis 2735 mm. Das häufigste Maß für Innentüren beträgt 860 mm × 1985 mm.
In den USA werden Türen im Raster von 2 Zoll produziert. Bei einer Höhe von 78" (1981 mm) oder 80" (2032 mm) liegen handelsübliche Breiten bei 18" (472 mm), 24" (610 mm), 26" (660 mm), 28" (711 mm), 30" (762 mm) und 36" (914 mm). Das häufigste Maß für einflügelige gefälzte Innentüren beträgt 30 × 80 Zoll (762 mm × 2032 mm).

### Einbaumaße
Rohbaumaße der vorzusehenden Wandöffnungen sind in der DIN 18202 – Toleranzen im Hochbau – geregelt. Siehe auch die Normen DIN 4172 und DIN 18100, die sich mit den traditionell im Mauerwerksbau verwendeten Baurichtmaßen befassen.